# Вудвил (Џорџија)
Вудвил (Џорџија) (енгл. Woodville) град је у америчкој савезној држави Џорџија. По попису становништва из 2010. у њему је живело 321 становника.

## Демографија
Према попису становништва из 2010. у граду је живело 321 становника, што је 79 (19,8%) становника мање него 2000. године.
| Група             | 2000.       | 2010.       |
| Белци             | 118 (29,5%) | 92 (28,7%)  |
| Афроамериканци    | 278 (69,5%) | 221 (68,8%) |
| Азијати           | 1 (0,3%)    | 1 (0,3%)    |
| Хиспаноамериканци | 6 (1,5%)    | 4 (1,2%)    |
| Укупно            | 400         | 321         |